# Нова Сілезія
Нова́ Сіле́зія (нім. Neuschlesien або Neu-Schlesien) — невелика провінція Прусського королівства, що існувала у 1795—1807 роках. Створена після третього розділу Речі Посполитої і була розташована на північний захід від Кракова і південний схід від Ченстохова.
Нова Сілезія була спочатку підпорядкована Сілезії зі столицею в Бреслау (Вроцлав), а в ширшому сенсі Південній Пруссії. Після поразки Пруссії у війні четвертої коаліції в 1806, провінція була ліквідована, а територія стала частиною герцогства Варшавського згідно з Тільзітським договором у 1807.